# Ornithuroscincus noctua
Ornithuroscincus noctua — вид сцинкоподібних ящірок родини сцинкових (Scincidae). Мешкає в Індонезії, на Новій Гвінеї та на островах Океанії.

## Поширення і екологія
Ornithuroscincus noctua мають один з найбільших ареалів серед усіх видів ящірок. Вони широко поширені на островах Тихого океану, від Палау і Молуккських островів через Нову Гвінею і острови Меланезії на північний схід до Гавайських островів і на південний схід до острова Пасхи і островів Піткерн. Вони живуть в різноманітних деревних і наземних природних середовищах — в тропічних лісах, рідколіссях, на плантаціях і в садах. Зустрічаються на висоті до 800 м над рівнем моря, трапляються навіть на невеликих атолах. Живляться комахами. Ornithuroscincus noctua є живородними плазунами.